# Todd Boyce
Pour les articles homonymes, voir Boyce.
Todd Boyce est un acteur américain né en 1961 à Columbus (Ohio).

## Filmographie
- 2021 : The King's Man : Première mission (The King's Man) de Matthew Vaughn : Alfred I. Du Pont
- 1993 :Les aventures du jeune Indiana Jones ("The Adventures of Young Indiana Jones") (série télévisée) : Dex
- 2006 : Flyboys, de Tony Bill
- 2005 : Quelques jours en avril, de Raoul Peck, TV
- 2005 : Charlie et la Chocolaterie, de Tim Burton
- 2003 : MI-5, série TV
- 2002 : Spy Game : Jeu d'espions, de Tony Scott
- 2002 : Aventure et Associés, série TV
- 2001 : L'Ascenseur : Niveau 2, de Dick Maas
- 1984 : Miss Marple, série TV